# Баківці (Львівський район)
Ба́ківці — село в Україні, у Львівському районі Львівської області. Населення становить 383 особи. Орган місцевого самоврядування — Бібрська міська рада.

## Географія
Село розташоване за 40 км від Жидачева і 13 км від залізничної станції Вибранівка на лінії Львів-Івано-Франківськ.
На схід від села розташоване озеро на найвищій вершині Жидачівського району (401 м). На околицях також є поселення колонії стрижів у закинутому кар'єрі з оголеною породою.

## Історія

### Середньовіччя
Баківці вперше згадуються в історичних джерелах у 1475 році.
Селяни брали участь у повстанні під проводом Мухи в 1490 року, у визвольній війні українського народу 1648—1654 рр.
За податковим реєстром 1578 року село входило до Львівського повіту Львівської землі Руського воєводства і було у власності Станіслава Стадницького, у селі було 5 ланів (коло 125 га) оброблюваної землі.
В 1603 році польський шляхтич Миколай Остроруг отримав Баківці в Львівській землі разом з Трибоківцями, Репеховом.

### Друга світова війна
Під час Другої світової війни в навколишніх лісах активно діяла Українська повстанська армія. В лісі «Бунчі» в серпні 1944 року була організована сотня «Берези». До її складу входили:
- Поручинський Антін 1917 р. н. — сотенний «Берези» родом з села Репехів,
- Крайківський Михайло, очолив першу чоту,
- Комаринський Василь очолив другу чоту (обидва родом із села Бертишева),
- Палажій Дмитро очолив третю чоту, (родом із с. Кнісело).

Загалом сотня надічувала понад 140 вояків. В урочищі Піддрібниця на околицях села 9 вересня 1944 року відбувся бій між військами УПА та НКВС. 8 вересня 1944 р. сотня «Берези» отримала наказ покинути ліс «Бунчі» і перейти у більш масивні Любишанські ліси. Там поповнити запаси зброї на базових криївках, а також об'єднатись з сотнями «Крилатих» та «Леви», щоб координувати спільні дії боротьби проти більшовицьких військ. Проте перед відходом розвідники сотні виявили, що навколишні ліси і села заблоковані військами НКВС. На світанку сотня «Берези» перебувала у вільховому чагарнику вище села Баківці, щоб вибалками пробратись до села. Та, як виявилося, Баківці також були оточені більшовиками. В такій складній ситуації відбулася нарада, на якій обговорювалося дві пропозиції: перша — вступити в бій, прорвати кільце і вийти з оточення, або, друга — заховати усю зброю і виходити як цивільні особи. Найбільшу підтримку здобула друга пропозиція. Проте більшовики відкрили вогонь, з української сторони у бою загинуло понад 100 осіб.
До кінця зими 1947 року в Баківському лісі була повстанська криївка. 27 лютого 1947 відбувся бій між загонами НКВС та українськими повстанцями. У бою загинули вояки УПА Малькут Ілько, Малькут Микола, Винник Олекса, Лаба Олекса, Наконечний Олекса, Працьовитий Степан, Шлиян Іван та Дорош Андрій.

### Радянський період
В радянський період за успіхи в розвитку сільського господарства 29 місцевих колгоспників були удостоєні державних нагород — орденів і медалей СРСР. Бригадир тракторної бригади Б. П. Дворчин був нагороджений орденом Леніна, доярка Є. І. Холявка — орденами Жовтневої Революції і Трудового Червоного Прапора, бригадири С. Н. Чайка і Н. Н. Красуляк, доярка Є. А. Підвірний — орденом Трудового Червоного Прапора.

## Політика
За радянського часу у селі була партійна і комсомольська організації (створені в 1948 році), які у 1968 році об'єднували 29 комуністів і 45 членів ВЛКСМ.

### Парламентські вибори, 2019
На позачергових парламентських виборах 2019 року у селі функціонувала окрема виборча дільниця № 460311, розташована у приміщенні народного дому.
Результати
- зареєстровано 230 виборців, явка 69,57 %, найбільше голосів віддано за «Європейську Солідарність» — 25,63 %, за Всеукраїнське об'єднання «Батьківщина» — 16,88 %, за «Слугу народу» і «Голос» — по 14,38 %.[4] В одномандатному окрузі найбільше голосів отримав Андрій Кіт (самовисування) — 60,13 %, за Олега Канівця (Громадянська позиція) — 14,56 %, за Андрія Гергерта (Всеукраїнське об'єднання «Свобода») — 8,23 %[5].

## Господарство
У селі діють підприємства:
- ТОВ «Господар» — виробляє продукцію м'ясної промисловості;
- ПП «Олімп» — займається роздрібною торгівлею;
- ТОВ «Баковецьке» — вирощує зернові культури;
- ТОВ «Росинка» — займається оптовою торгівлею;
- ТОВ «Колос» — вирощує зернові культури;
- фермерське господарство «Липовий П. О.» — вирощує зернові те технічні культури.

За радянських часів у селі було створено колгосп «імені 60-річчя Радянської України». Господарство спеціалізувалося на вирощуванні зернових і технічних культур, розведенні племінних телиць та відгодівлі великої рогатої худоби. Колгосп обробляв 6078 га сільськогосподарських угідь, у тому числі 4647 га орної землі. Відтак, у часи незалежної України, землі колгоспу розділили на паї між жителями селами.

## Населення
За даними «Історії міст і сіл УРСР» у 1968 році в селі мешкало 449 осіб і було 155 дворів. За даними перепису населення 2001 року у селі мешкало 383 особи.

### Мовні особливості
У селі побутує галицький діалект. У Наддністрянський реґіональний словник Гаврила Шила внесені такі слова, вживані у Баківцях:
- бабка — сорт великої білої квасолі;
- вобрус — скатертина;
- вугар — вугор;
- паздеро, паздиро — повитиця;
- рискаль — лопата;
- свербивус — шипшина;
- скопец — посудина, у яку доять молоко, дійниця.

Розподіл населення за рідною мовою за даними перепису 2001 року:
| Мова       | Кількість | Відсоток |
| ---------- | --------- | -------- |
| українська | 383       | 100 %    |

## Освіта
У селі діє середня загальноосвітня школа І-ІІ ступенів.
У 1968 році у місцевій школі навчалося 160 учнів, працювало 14 вчителів, була бібліотека з книжковим фондом 12,5 тис. примірників та два дитячі садки.

## Культура
У селі є клуб із залом на 120 місць.

## Релігія
У селі є греко-католицька парафія Положення Ризи Пресвятої Богородиці.

## Пам'ятки
Споруджено пам'ятник Тарасові Шевченку (1989).
Встановлено пам'ятник односельцям-воякам УПА, які загинули 27 лютого 1947 року в Баківському ліс на місці повстанської криївки (1995). Стела споруджена в традиціях українського січового стрілецтва, зверху якої розміщено головний орден УПА «Бойові заслуги». Встановлено пам'ятний Хрест на честь воїнів УПА сотні «Берези», які загинули від рук НКВД (2009).
Також є пам'ятка природи — тополя чорна (осокір) — «патріарх», яку, за легендою, посадив Богдан Хмельницький.

## Персоналії
- Станіслав Відацький (1883—1940) — польський військовик, педагог, громадський діяч. Посол сейму Речі Посполитої від міста Тернопіль.
- Юзеф Раппапорт[pl] (1887—1941) — польський письменник єврейського походження.
- Працьовитий Володимир Степанович (1949) — український літературознавець. Доктор філологічних наук, професор.